# Сото, Рикардо
Рикардо Сото Педраса (исп. Ricardo Soto Pedraza; род. 20 октября 1999, Консепсьон) — чилийский стрелок из лука, участник летних Олимпийских игр 2016 года, серебряный призёр Панамериканских игр 2019 года в командном первенстве и Южноамериканских игр в личном первенстве, призёр молодёжного чемпионата мира.

## Биография
В 2016 году Сото принял участие в летних Олимпийских играх в Рио-де-Жанейро, победив в национальном отборе Гильермо Агилара, который по итогам панамериканского отбора принёс первую мужскую олимпийскую лицензию для Чили в стрельбе из лука. 16-летний чилиец стал самым молодым лучником, заявленным на Игры 2016 года.
По итогам квалификационного раунда Сото занял высокое 13-е место, набрав 675 очков. В первом раунде соперником чилийского лучника стал белорус Антон Прилепов. Поединок получился равным и победитель был выявлен только в результате перестрелки, где оба спортсмена смогли попасть в десятку, но стрела Сото располагалась ближе к центру, в результате чего он и прошёл в следующий раунд. Во втором матче Рикардо уверенно победил хозяина соревнований Бернардо Оливейра 7:1. В 1/8 финала Сото встретился с голландцем Шефом ван ден Бергом. Вновь победитель определялся в перестрелке, где сильнее оказался европейский лучник.
В 2017 году Сото выступил на молодёжном чемпионате мира в Росарио. В личном первенстве чилийский стрелок завоевал бронзовую награду, пропустив вперёд только спортсменов из Южной Кореи. Свою первую значимую взрослую награду Сото завоевал в 2018 году, став серебряным призёром Южноамериканских игр. В финале чилийский стрелок уступил представителю Колумбии Даниэлю Пинеде. На Панамериканских играх 2019 года Сото стал серебряным призёром в командном турнире.